# Маляр Дмитро Юрійович
Дмитро Юрійович Маляр (1984) — український тріатлоніст. Народився у Дніпрі. Призер чемпіонатів Європи з акватлону. Призер Кубка Європи з триатлону. Неоднаразовий призер та переможець чемппіонатів України з триатлону. Майстер спорту України.

## Досягнення
Номінант найкращі спортсмени Дніпропетровщини 2014 рік
Володар кубка України 2014 та 2017 рік
- Срібний призер Чемпіонату Європи з акватлону(Кёльн) 2014 та 2015
- Бронзовий призер чемпіонату Европи з акватлону(Шатору) 2016
- Срібний призер Кубка Европи з тріатлону(Стамбул) 2017
- Чемпіон України з триатлону(Дніпро) 2017
- Чемпіон України з триатлону(Вишгород) 2017
- Чемпіонат світу з акватлону (Саморін) 20-ти місце

## Статистика
Найкращі результати на міжнародних турнірах:
| Рік  | Назва турніру               | Місто       | Місце | Час      | Примітки |
| ---- | --------------------------- | ----------- | ----- | -------- | -------- |
| 2012 | Кубок світу                 | Тисауйварош | 54-57 | 01:00:09 |          |
| 2014 | Чемпіонат Європи (акватлон) | Кельн       | 2     | 00:28:35 |          |
| 2015 | Чемпіонат Європи (акватлон) | Кельн       | 2     | 00:29:38 |          |
| 2016 | Чемпіонат Європи (акватлон) | Шатору      | 3     | 00:27:38 |          |
|      | Чемпіонат Європи (спринт)   | Шатору      | 42    | 00:57:32 |          |
| 2017 | Чемпіонат Європи (естафета) | Кіцбюель    | 11    | 00:19:12 |          |
|      | Чемпіонат Європи (спринт)   | Дюссельдорф | 34    | 01:00:55 |          |
|      | Кубок світу                 | Тисауйварош | 37-39 | 00:54:22 |          |
|      | Кубок Європи                | Стамбул     | 2     | 01:53:45 |          |